# Aldo Duscher
Aldo Pedro Duscher (Esquel, Provincia del Chubut, Argentina, 22 de marzo de 1979) es un exfutbolista argentino y actual entrenador de fútbol.
Se lo conoce por sus destacadas actuaciones en Club Atlético Newell's Old Boys, debutando en Primera División de Argentina con tan solo 17 años, y su exitosa carrera en el fútbol europeo, donde conquistó con Sporting de Portugal una Liga y una Copa de Portugal. Luego, en la Primera División de España, conquista una Copa del Rey y dos Supercopas de España con Deportivo de La Coruña. En el año 2010 vuelve a conseguir la Copa del Rey, esta vez defendiendo a Sevilla FC y en 2011 conquista la  Copa Cataluña con la camiseta del RCD Espanyol. Tras un breve paso por clubes de Ecuador, Chipre y Grecia, decide en marzo de 2013 "dejar el fútbol, antes de que el fútbol lo deje a él".
También fue internacional con la Selección de Argentina en múltiples oportunidades, participando en todas las categorías: Selección de fútbol sub-17 de Argentina, Selección de fútbol sub-20 de Argentina, Selección de fútbol sub-23 de Argentina y Selección de fútbol de Argentina. Como entrenador ha dirigido a Club Belgrano de Esquel en 2014, correspondiente al Torneo Federal B. En 2015, se recibe de Director Técnico en la Asociación de Técnicos de Fútbol Argentino.

## Trayectoria

### Como futbolista
A los 8 años comienza a formarse y jugar en Club Belgrano de Esquel. Tras cuatro años en la institución juega dos años en Club Deportivo y Cultural Gualjaina, ambos clubes ubicados en la Provincia de Chubut. Con 14 años se traslada a Rosario y se incorpora a las inferiores de Newell's Old Boys y que significa su comienzo como jugador profesional en Argentina. Jugará en las categorías juveniles y el primer equipo entre 1995 y 1998, destacando por sus dotes de mediocampista. Durante esos años también consiguió 2 Sudamericanos Sub-20 con la selección de su país, bajo el mando de José Néstor Pékerman.
En 1998 fichó por dos temporadas por el Sporting de Portugal, donde consiguió una Liga y una Copa de Portugal.
En 2000 fue adquirido por el Deportivo de La Coruña, equipo en el que jugó 142 partidos de Liga y 34 partidos de Liga de Campeones hasta la temporada 2006-2007, ganando una Copa del Rey y dos Supercopas de España.
Al comienzo de la temporada 2007-2008 queda libre y ficha por el Racing de Santander por dos temporadas. Marca su primer gol en primera en su octava temporada en la misma el 9 de diciembre de 2007 con el resultado de Racing 3 - RCD Mallorca 1.
Tras arduas negociaciones, en la temporada 2008-2009 Duscher es fichado por tres temporadas por el Sevilla.
En agosto de 2010 rescindió su contrato con el Sevilla FC para fichar por una temporada por el RCD Espanyol.
El 30 de junio finalizaba su contrato con el RCD Espanyol tras permanecer solo una temporada en el conjunto catalán.

### Como entrenador
El 28 de julio de 2014 asume como Director Técnico del Club Belgrano de Esquel que milita en el Torneo Federal B. Tras un año a la cabeza del cuerpo técnico y obteniendo grandes resultados(aunque perdió casi todos los partidos), decide dejar el puesto para terminar sus estudios de Director Técnico profesional en Asociación de Técnicos de Fútbol Argentina (ATFA). En 2016 realiza observación de entrenamiento en clubes de nivel nacional e internacional: Sporting de Lisboa, Sevilla F.C., Deportivo la Coruña, Real Madrid, Atlético Madrid, entre otros.
El 3 de septiembre de 2020 pasa a formar parte del cuerpo técnico del juvenil del Deportivo La Coruña al mismo tiempo que se dispone a realizar los 3 años que exige la Real Federación Española para obtener la licencia UEFA PRO con el objetivo de entrenar profesionalmente.

## Estadísticas

### Como jugador
| Club                            | País      | Temporada |
| ------------------------------- | --------- | --------- |
| Club Atlético Newell's Old Boys | Argentina | 1997-1998 |
| Sporting Clube de Portugal      | Portugal  | 1998-2000 |
| Deportivo de La Coruña          | España    | 2000-2007 |
| Racing de Santander             | España    | 2007-2008 |
| Sevilla FC                      | España    | 2008-2010 |
| RCD Espanyol                    | España    | 2010-2011 |
| Barcelona Sporting Club         | Ecuador   | 2011-2012 |
| Enosis Neon Paralimni           | Chipre    | 2012-2013 |
| Veria Futbol Club               | Grecia    | 2013      |

### Estadísticas como entrenador

#### Clubes
| Equipo                 | Temporada           | Liga | Liga | Liga | Liga | Copa nacional | Copa nacional | Copa nacional | Copa nacional | Copa continental | Copa continental | Copa continental | Copa continental | Otras copas | Otras copas | Otras copas | Otras copas | Total | Total | Total | Total | Total | Total | Total | % Efectividad |
| Equipo                 | Temporada           | PJ   | G    | E    | P    | PJ            | G             | E             | P             | PJ               | G                | E                | P                | PJ          | G           | E           | P           | PJ    | G     | E     | P     | GF    | GC    | DG    | % Efectividad |
| ---------------------- | ------------------- | ---- | ---- | ---- | ---- | ------------- | ------------- | ------------- | ------------- | ---------------- | ---------------- | ---------------- | ---------------- | ----------- | ----------- | ----------- | ----------- | ----- | ----- | ----- | ----- | ----- | ----- | ----- | ------------- |
| Belgrano (E) Argentina | 2014                | 9    | 1    | 1    | 7    | 1             | 0             | 0             | 1             | -                | -                | -                | -                | -           | -           | -           | -           | 10    | 1     | 1     | 8     | 7     | 25    | -18   | 13.33%        |
| Belgrano (E) Argentina | Total               | 9    | 1    | 1    | 7    | 1             | 0             | 0             | 1             | -                | -                | -                | -                | -           | -           | -           | -           | 10    | 1     | 1     | 8     | 7     | 25    | -18   | 13.33%        |
| Quilmes Argentina      | 2025                | 6    | 2    | 1    | 3    | 1             | 0             | 1             | 0             | -                | -                | -                | -                | -           | -           | -           | -           | 7     | 2     | 2     | 3     | 6     | 8     | -2    | 38.1%         |
| Quilmes Argentina      | Total               | 6    | 2    | 1    | 3    | 1             | 0             | 1             | 0             | -                | -                | -                | -                | -           | -           | -           | -           | 7     | 2     | 2     | 3     | 6     | 8     | -2    | 38.1%         |
| Total en su carrera    | Total en su carrera | 15   | 3    | 2    | 10   | 2             | 0             | 1             | 1             | -                | -                | -                | -                | -           | -           | -           | -           | 17    | 3     | 3     | 11    | 13    | 33    | -20   | 23.53%        |

Actualizado el 11 de agosto de 2025.

#### Selección
| Paraguay Sub-20     | 2024                | -    | - | - | - | - | 4 | 0 | 0 | 4 | 4  | 0 | 0 | 4  | 0%     | 2  | 11 | -9  |
| Paraguay Sub-20     | 2025                | Inc. | 2 | 1 | 0 | 1 | - | - | - | - | 2  | 1 | 0 | 1  | 50%    | 2  | 7  | -5  |
| Paraguay Sub-20     | Total               | Inc. | 2 | 1 | 0 | 1 | 4 | 0 | 0 | 4 | 6  | 1 | 0 | 5  | 16.67% | 4  | 18 | -14 |
| Total selecciones   | Total selecciones   | Inc. | 2 | 1 | 0 | 1 | 4 | 0 | 0 | 4 | 6  | 1 | 0 | 5  | 16.67% | 4  | 18 | -14 |
| Total en su carrera | Total en su carrera | Inc. | 2 | 1 | 0 | 1 | 4 | 0 | 0 | 4 | 18 | 2 | 3 | 13 | 16.67% | 15 | 47 | -32 |

## Palmarés

### Torneos regionales
| Título        | Club         | Región   | Año  |
| ------------- | ------------ | -------- | ---- |
| Copa Cataluña | RCD Espanyol | Cataluña | 2011 |

### Torneos locales
| Título           | Club                   | País     | Año  |
| ---------------- | ---------------------- | -------- | ---- |
| Primera División | Sporting Lisboa        | Portugal | 2000 |
| Copa del Rey     | Deportivo de La Coruña | España   | 2002 |
| Copa del Rey     | Sevilla FC             | España   | 2010 |

### Torneos internacionales
| Título              | Equipo                        | Sede          | Año  |
| ------------------- | ----------------------------- | ------------- | ---- |
| Sudamericano Sub-20 | Selección sub-20 de Argentina | La Serena     | 1997 |
| Sudamericano Sub-20 | Selección sub-20 de Argentina | Mar del Plata | 1999 |